# Postleitzahl (Italien)

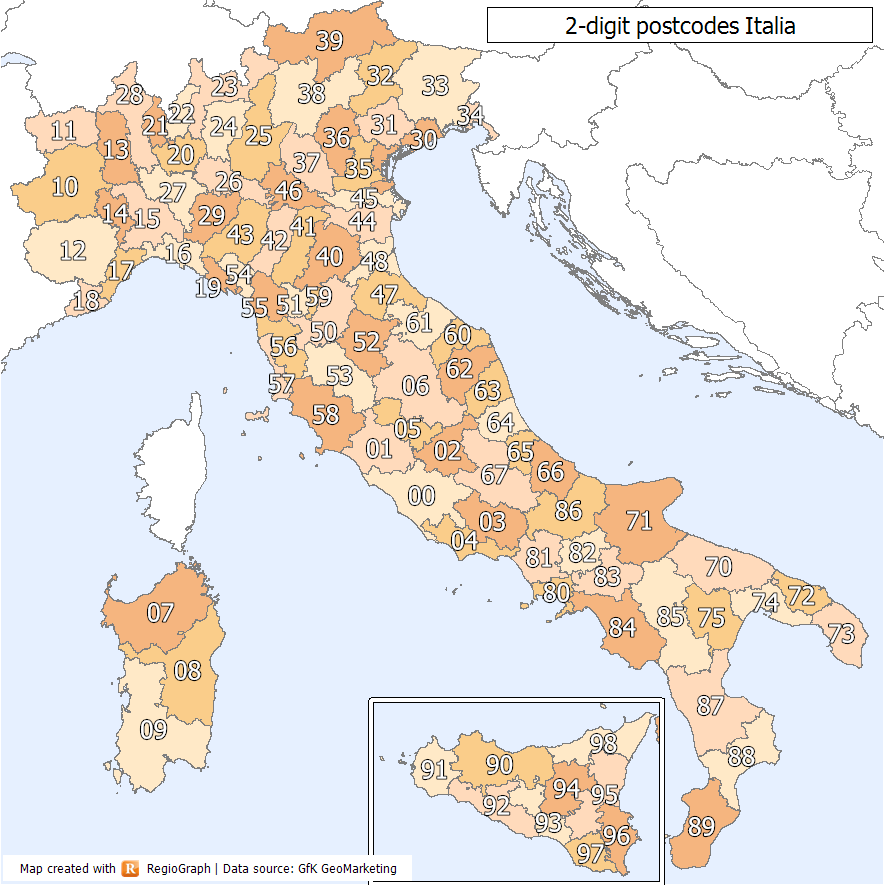
Postleitzahlen-Gebiete in Italien nach den ersten beiden Stellen

Die italienischen Postleitzahlen (italienisch: Codice di avviamento postale, CAP) wurden am 1. Juli 1967 eingeführt. Sie sind fünfstellig und vollständig anzugeben, ohne Weglassen von Nullen an ihrem Anfang und Ende. Die Postleitzahlen dienen der Ableitung sowie dem Verteilen der Sendungen bei der Zustellung. Das Staatsgebiet wurde in etwa 12.500 Postzentren eingeteilt, denen jeweils eine Postleitzahl zugewiesen wurde. Die ersten zwei Ziffern geben die damalige Provinz an – damals gab es knapp 90 Provinzen, inzwischen sind es 110. Eine 1 als dritte Ziffer gab damals die Hauptstadt einer Provinz an. In das italienische System sind auch San Marino (PLZ: 47890 bis 47899) und die Vatikanstadt (PLZ: 00120) einbezogen.

## Postleitregionen

### Latium(Lazio)
00010–00199 Metropolitanstadt Rom Hauptstadt
- 00040 – Ardea
- 00041 – Albano Laziale
- 00043 – Ciampino
- 00049 – Velletri
- 00061 – Anguillara Sabazia
- 00062 – Bracciano
- 00069 – Trevignano Romano
- 00071 – Pomezia
- 00072 – Ariccia
- 00073 – Castel Gandolfo
- 00074 – Nemi
- 00078 – Monte Porzio Catone
- 00118 – 00199 – Rom

01100–01199 Provinz Viterbo
- 01100 – Viterbo

02100–02199 Provinz Rieti
- 02100 – Rieti

03000–03999 Provinz Frosinone
- 03012 – Anagni
- 03020 – Pico
- 03100 – Frosinone

04100–04199 Provinz Latina
- 04100 – Latina

### Umbrien(Umbria)
05000–05999 Provinz Terni
- 05010 – Montegabbione, Parrano, Porano, San Venanzo
- 05011 – Allerona
- 05012 – Attigliano
- 05013 – Castel Giorgio
- 05014 – Castel Viscardo
- 05015 – Fabro
- 05016 – Ficulle
- 05017 – Monteleone d’Orvieto
- 05018 – Orvieto
- 05020 – Alviano, Avigliano Umbro, Lugnano in Teverina, Montecchio, Morre (Ortsteil von Baschi)
- 05021 – Acquasparta
- 05022 – Amelia
- 05023 – Baschi
- 05024 – Giove
- 05025 – Guardea
- 05026 – Montecastrilli
- 05028 – Penna in Teverina
- 05029 – San Gemini
- 05030 – Montefranco, Otricoli, Polino
- 05031 – Arrone
- 05032 – Calvi dell’Umbria
- 05034 – Ferentillo
- 05035 – Narni
- 05036 – Narni Scalo
- 05039 – Stroncone
- 05100 – Terni

06000–06999 Provinz Perugia
- 06010 – Citerna, Città di Castello (Morra und Muccignano) und Monte Santa Maria Tiberina
- 06011 – Città di Castello (Cerbara)
- 06012 – Città di Castello (Hauptort)
- 06014 – Montone
- 06016 – San Giustino
- 06018 – Città di Castello (Ortsteile)
- 06019 – Umbertide
- 06020 – Gubbio
- 06021 – Costacciaro
- 06022 – Fossato di Vico
- 06023 – Gualdo Tadino
- 06024 – Gubbio (Ortsteile)
- 06025 – Nocera Umbra
- 06026 – Pietralunga
- 06027 – Scheggia e Pascelupo
- 06028 – Sigillo
- 06029 – Valfabbrica
- 06030 – Giano dell’Umbria, Cammoro (Sellano) und Valtopina
- 06031 – Bevagna
- 06033 – Cannara
- 06034 – Foligno
- 06035 – Gualdo Cattaneo
- 06036 – Montefalco
- 06038 – Spello
- 06039 – Trevi
- 06040 – Poggiodomo, Sant’Anatolia di Narco, Scheggino und Vallo di Nera
- 06041 – Cerreto di Spoleto
- 06042 – Campello sul Clitunno
- 06043 – Cascia
- 06044 – Castel Ritaldi
- 06045 – Monteleone di Spoleto
- 06046 – Norcia
- 06047 – Preci
- 06049 – Spoleto
- 06050 – Collazzone
- 06051 – Casalina und Ripabianca (beide Deruta)
- 06053 – Deruta
- 06054 – Fratta Todina
- 06055 – Marsciano
- 06056 – Massa Martana
- 06057 – Monte Castello di Vibio
- 06059 – Todi
- 06060 – Castiglione del Lago (Ortsteile), Lisciano Niccone und Paciano
- 06061 – Castiglione del Lago
- 06062 – Città della Pieve
- 06063 – Magione
- 06064 – Panicale
- 06065 – Passignano sul Trasimeno
- 06066 – Piegaro
- 06068 – Tavernelle (Panicale)
- 06069 – Tuoro sul Trasimeno
- 06072 – Marsciano
- 06073 – Corciano
- 06081 – Assisi
- 06083 – Bastia Umbra
- 06084 – Bettona
- 06089 – Torgiano
- 06100 – Perugia

### Sardinien(Sardegna)
07000–07999 Provinz Sassari und Provinz Olbia-Tempio
- 07100 – Sassari
- 07026 – Olbia
- 07029 – Tempio Pausania

08000–08999 Provinz Nuoro und Provinz Ogliastra
- 08045 – Lanusei
- 08048 – Tortolì
- 08100 – Nuoro

09000–09999 Provinz Cagliari und Provinz Carbonia-Iglesias und Provinz Medio Campidano
- 09013 – Carbonia
- 09016 – Iglesias
- 09025 – Villacidro
- 09039 – Sanluri
- 09100 – Cagliari
- 09170 – Oristano

### Piemont(Piemonte)
10000–10999 Metropolitanstadt Turin
- 10015 – Ivrea
- 10018 – Pavone Canavese
- 10024 – Moncalieri
- 10036 – Settimo Torinese
- 10095 – Grugliasco
- 10100–10159 Torino

12000–12999 Provinz Cuneo
- 12040 – Vezza d’Alba
- 12084 – Mondovì
- 12100 – Cuneo

13000–13899 Provinz Vercelli
- 13100 – Vercelli

13900–13999 Provinz Biella
- 13900 – Biella

14000–14999 Provinz Asti
- 14100 – Asti

15000–15999 Provinz Alessandria
- 15045 – Sale
- 15100 – Alessandria

28800–28925 Provincia del Verbano-Cusio-Ossola (VCO)

### Aostatal(Valle d’Aosta)
11000–11999
- 11010 – Saint-Nicolas
- 11020 – Saint-Christophe, Saint-Marcel
- 11100 – Aosta

### Ligurien(Liguria)
16000–16999 Metropolitanstadt Genua
- 16035 – Rapallo
- 16100 – Genua

170000–17999 Provinz Savona
- 17100 – Savona

18000–18999 Provinz Imperia
- 18100 – Imperia

19000–19999 Provinz La Spezia
- 19032 – Lerici
- 19100 – La Spezia

### Lombardei(Lombardia)
20000–20199 Metropolitanstadt Mailand
- 20025 – Legnano
- 20037 – Paderno Dugnano
- 20100–20199 – Mailand

20800–20900 Provinz Monza und Brianza
- 20811 – Cesano Maderno
- 20812 – Limbiate
- 20831 – Seregno
- 20832 – Desio
- 20851 – Lissone
- 20861 – Brugherio
- 20871 – Vimercate
- 20900 – Monza

21000–21999 Provinz Varese
- 21016 – Luino
- 21020 – Cazzago Brabbia
- 21042 – Castiglione Olona
- 21100 – Varese

22000–22899 Provinz Como
- 22040 – Cassina Valsassina
- 22050 – Paderno d’Adda
- 22060 – Cassina de’ Pecchi, Campione d’Italia (Exklave)
- 22064 – Gorgonzola
- 22070 – Cassina Rizzardi

23000–23999 Provinz Sondrio
- 23010 – Albaredo per San Marco, Bema
- 23100 – Sondrio

24000–24999 Provinz Bergamo
- 24010 – Algua, Averara, Branzi, Costa di Serina, Taleggio
- 24011 – Almè
- 24012 – Brembilla
- 24020 – Ardesio, Aviatico, Azzone
- 24021 – Albino
- 24022 – Alzano Lombardo
- 24026 – Leffe
- 24030 – Almenno San Bartolomeo, Ambivere, Barzana, Brembate di Sopra, Costa Valle Imagna
- 24031 – Almenno San Salvatore
- 24040 – Arcene, Barbata, Botanucco, Capriate San Gervasio
- 24041 – Brembate
- 24042 – Capriate San Gervasio (Capriate, Crespi d’Adda area?)
- 24050 – Bariano, Cividate al Piano
- 24051 – Antegnate
- 24052 – Azzano San Paolo
- 24058 – Castel Gabbiano
- 24060 – Adrara San Martino, Adrara San Rocco, Bagnatica, Berzo San Fermo, Borgo di Terzo, Bossico, Costa di Mezzate
- 24061 – Albano Sant’Alessandro
- 24062 – Costa Volpino
- 24100 – Bergamo

25000–25999 Provinz Brescia
- 25010 – Acquafredda, Borgosatollo, Isorella, Montirone, Pozzolengo, Remedello, San Felice del Benaco, San Zeno Naviglio, Sirmione, Tremosine, Visano
- 25011 – Calcinato
- 25012 – Calvisano
- 25013 – Carpenedolo
- 25014 – Castenedolo
- 25015 – Desenzano del Garda
- 25016 – Ghedi
- 25017 – Lonato del Garda
- 25018 – Montichiari
- 25019 – Colombare di Sirmione
- 25020 – Alfianello, Azzano Mella, Bassano Bresciano, Capriano del Colle, Cigole, Dello, Fiesse, Flero, Gambara, Milzano, Offlaga, Pavone del Mella, Pralboino, San Gervasio Bresciano, San Paolo, Seniga
- 25021 – Bagnolo Mella
- 25022 – Borgo San Giacomo
- 25023 – Gottolengo
- 25024 – Leno
- 25025 – Manerbio
- 25026 – Pontevico
- 25027 – Quinzano d’Oglio
- 25028 – Verolanuova
- 25029 – Verolavecchia
- 25030 – Adro, Barbariga, Berlingo, Brandico, Castel Mella, Castrezzato, Coccaglio, Comezzano-Cizzago, Corzano, Erbusco, Lograto, Longhena, Maclodio, Mairano, Orzivecchi, Ospitaletto, Paratico, Pompiano, Poncarale, Roccafranca, Roncadelle, Rudiano, Torbole Casaglia, Trenzano, Urago d’Oglio, Villachiara
- 25031 – Capriolo, Castel Mella, Castelcovati
- 25032 – Chiari
- 25033 – Cologne
- 25034 – Orzinuovi
- 25035 – Ospitaletto
- 25036 – Palazzolo sull’Oglio
- 25037 – Pontoglio
- 25038 – Rovato
- 25039 – Travagliato
- 25040 – Angolo Terme, Artogne, Berzo Demo, Berzo Inferiore, Bienno, Braone, Cerveno, Ceto, Cevo, Cimbergo, Cividate Camuno, Corte Franca, Córteno Golgi, Esine, Gianico, Incudine, Limone sul Garda, Losine, Lozio, Malonno, Monno, Monticelli Brusati, Prestine
- 25041 – Boario Terme
- 25042 – Borno
- 25043 – Breno
- 25044 – Capo di Ponte
- 25045 – Castegnato
- 25046 – Cazzago San Martino
- 25047 – Darfo Boario Terme
- 25048 – Edolo
- 25049 – Iseo
- 25050 – Monte Isola, Niardo, Ome, Ono San Pietro, Ossimo, Paderno Franciacorta, Paisco Loveno, Paspardo, Passirano, Pian Camuno, Provaglio d’Iseo, Rodengo-Saiano, Sellero, Sonico, Temù, Vione, Zone
- 25051 – Cedegolo
- 25052 – Piancogno
- 25053 – Malegno
- 25054 – Marone
- 25055 – Pisogne
- 25056 – Ponte di Legno
- 25057 – Sale Marasino
- 25058 – Sulzano
- 25059 – Vezza d’Oglio
- 25060 – Brione, Cellatica, Collebeato, Lodrino, Marcheno, Marmentino, Tavernole sul Mella, Pezzaze
- 25061 – Bovegno, Collio, Irma
- 25062 – Concesio
- 25063 – Gargnano
- 25064 – Gussago
- 25065 – Lumezzane
- 25069 – Villa Carcina
- 25070 – Anfo, Barghe, Bione, Caino, Capovalle, Casto, Mura, Muscoline, Pertica Alta, Pertica Bassa, Preseglie, Provaglio Val Sabbia, Sabbio Chiese, Treviso Bresciano
- 25071 – Agnosine
- 25072 – Bagolino
- 25073 – Bovezzo
- 25074 – Idro
- 25075 – Nave
- 25076 – Odolo
- 25077 – Roè Volciano
- 25078 – Vestone
- 25079 – Vobarno
- 25080 – Botticino, Calvagese della Riviera, Magasa, Manerba del Garda, Mazzano, Moniga del Garda, Nuvolento, Nuvolera. Padenghe sul Garda, Paitone, Polpenazze del Garda, Puegnago sul Garda, Serle, Soiano del Lago, Tignale, Vallio Terme, Valvestino
- 25081 – Botticino, Bedizzole
- 25082 – Botticino
- 25083 – Gardone Riviera
- 25084 – Gargnano
- 25085 – Gavardo
- 25086 – Rezzato
- 25087 – Salò
- 25088 – Toscolano Maderno
- 25089 – Villanuova sul Clisi
- 25100 – Brescia

26000–26199 Provinz Cremona
- 26010 – Bagnolo Cremasco, Camisano, Corte de’ Frati
- 26014 – Casaletto di Sopra
- 26019 – Vailate
- 26020 – Agnadello, Corte de’ Cortesi con Cignone
- 26024 – Paderno Ponchielli
- 26027 – Rivolta d’Adda
- 26100 – Cremona

26800–26999 Provinz Lodi
- 26823 – Castiglione d’Adda
- 26834 – Corte Palasio
- 26845 – Codogno
- 26855 – Lodi Vecchio
- 26866 – Sant’Angelo Lodigiano
- 26900 – Lodi

27000–27999 Provinz Pavia
- 27100 – Pavia

46000–46999 Provinz Mantua
- 46042 – Castel Goffredo
- 46043 – Castiglione delle Stiviere
- 46100 – Mantua

### Venetien(Veneto)
30000–30999 Metropolitanstadt Venedig
- 30100–30124 – Venedig

31000–31999 Provinz Treviso
- 31010 – Paderno del Grappa
- 31011 – Asolo
- 31015 – Conegliano
- 31100 – Treviso

32000–32999 Provinz Belluno
- 32043 – Cortina d’Ampezzo
- 32100 – Belluno

35000–35999 Provinz Padua
- 35031 – Abano Terme
- 35100–35143 – Padua

36000–36999 Provinz Vicenza
- 36012 – Asiago
- 36027 – Rosà
- 36053 – Gambellara
- 36100 – Vicenza

37000–37999 Provinz Verona
- 37011 – Bardolino
- 37014 – Castelnuovo del Garda
- 37016 – Garda
- 37018 – Malcesine
- 37019 – Peschiera del Garda
- 37100–37139 – Verona

45000–45999 Provinz Rovigo
- 45011 – Adria
- 45022 – Bagnolo di Po
- 45100 – Rovigo

### Friaul-Julisch Venetien(Friuli-Venezia Giulia)
33000–33999 ehemalige Provinz Udine und ehemalige Provinz Pordenone
- 33100 – Udine
- 33170 – Pordenone

34000–34999 ehemalige Provinz Triest und ehemalige Provinz Gorizia
- 34100 – Triest
- 34170 – Gorizia

### Trentino-Südtirol(Trentino-Alto Adige)
38000–38999 Trentino
- 38003 – Brione
- 38016 – Mezzocorona
- 38017 – Mezzolombardo
- 38035 – Moena
- 38066 – Riva del Garda
- 38068 – Rovereto
- 38069 – Nago-Torbole
- 38100 – Trient

39000–39999 Südtirol
- 39010 – Andrian, Gargazon, Hafling, Kuens, Mölten, Nals, Riffian, St. Martin in Passeier, St. Pankraz, Tisens, Tscherms, Unsere Liebe Frau im Walde-St. Felix, Vöran
- 39011 – Lana
- 39012 – Meran
- 39013 – Moos in Passeier
- 39014 – Burgstall
- 39015 – St. Leonhard in Passeier
- 39016 – Ulten
- 39017 – Schenna
- 39018 – Terlan
- 39019 – Dorf Tirol
- 39020 – Glurns, Kastelbell-Tschars, Marling, Partschins, Martell, Schluderns, Schnals, Taufers im Münstertal
- 39022 – Algund
- 39021 – Latsch
- 39023 – Laas
- 39024 – Mals
- 39025 – Naturns, Plaus
- 39026 – Prad am Stilfserjoch
- 39027 – Graun im Vinschgau
- 39028 – Schlanders
- 39029 – Stilfs
- 39030 – Ahrntal, Enneberg, Gais, Gsies, Kiens, Mühlwald, Olang, Percha, Pfalzen, Prags, Prettau, Rasen-Antholz, St. Lorenzen, St. Martin in Thurn, Sexten, Terenten, Vintl, Wengen
- 39031 – Bruneck
- 39032 – Sand in Taufers
- 39033 – Corvara
- 39034 – Toblach
- 39035 – Welsberg-Taisten
- 39036 – Abtei
- 39037 – Mühlbach, Rodeneck
- 39038 – Innichen
- 39039 – Niederdorf
- 39040 – Aldein, Altrei, Atzwang, Auer, Barbian, Feldthurns, Freienfeld, Kastelruth, Kurtatsch an der Weinstraße, Kurtinig an der Weinstraße, Lajen, Laurein, Lüsen, Margreid an der Weinstraße, Montan, Natz-Schabs, Proveis, Ratschings, Tramin an der Weinstraße, Truden im Naturpark, Vahrn, Villanders, Villnöß, Waidbruck, Salurn
- 39041 – Brenner
- 39042 – Brixen
- 39043 – Klausen
- 39044 – Neumarkt
- 39045 – Franzensfeste
- 39046 – St. Ulrich in Gröden
- 39047 – St. Christina in Gröden
- 39048 – Wolkenstein in Gröden
- 39049 – Pfitsch, Sterzing
- 39050 – Deutschnofen, Jenesien, Tiers, Völs am Schlern
- 39051 – Branzoll, Pfatten
- 39052 – Kaltern
- 39053 – Karneid
- 39054 – Ritten
- 39055 – Leifers
- 39056 – Welschnofen
- 39057 – Eppan an der Weinstraße
- 39058 – Sarntal
- 39100 – Bozen

### Emilia-Romagna
40010–40141 (Metropolitanstadt Bologna)
- 40054 – Budrio
- 40057 – Granarolo dell’Emilia
- 40061 – Minerbio
- 40062 – Molinella
- 40100–40141 – Bologna

42010–42100 (Provinz Reggio Emilia)
- 42016 – Guastalla
- 42100 – Reggio nell’Emilia

43010–43100 (Provinz Parma)
- 43011 – Busseto
- 43100 – Parma

44000–44100 (Provinz Ferrara)
- 44012 – Bondeno
- 44100 – Ferrara

47000–47999 (Provinz Forlì-Cesena)
- 47034 – Forlimpopoli
- 47100 – Forlì
- 47010 – Castrocaro Terme e Terra del Sole (Pieve Salutare)
- 47011 – Castrocaro Terme e Terra del Sole (Terra del Sole und Villa Rovere)
- 47021 – Bagno di Romagna
- 47023 – Cesena
- 47030 – Borghi
- 47032 – Bertinoro

47800–47999 (Provinz Rimini)
- 47921 – Rimini
- 47838 – Riccione
- 47841 – Cattolica

48000–48999 (Provinz Ravenna)
- 48010 – Fusignano

### Toskana(Toscana)
50000–50999 Metropolitanstadt Florenz
- 50012 – Bagno a Ripoli
- 50013 – Campi Bisenzio
- 50014 – Fiesole
- 50018 – Scandicci
- 50019 – Sesto Fiorentino
- 50021 – Barberino Val d’Elsa
- 50022 – Greve in Chianti
- 50023 – Impruneta
- 50025 – Montespertoli
- 50026 – San Casciano in Val di Pesa
- 50028 – Tavarnelle Val di Pesa
- 50030 – Vaglia
- 50031 – Barberino di Mugello
- 50032 – Borgo San Lorenzo
- 50033 – Firenzuola
- 50034 – Marradi
- 50035 – Palazzuolo sul Senio
- 50037 – San Piero a Sieve
- 50038 – Scarperia
- 50039 – Vicchio
- 50041 – Calenzano
- 50050 – Capraia e Limite, Cerreto Guidi, Gambassi Terme, Montaione
- 50051 – Castelfiorentino
- 50052 – Certaldo
- 50053 – Empoli
- 50054 – Fucecchio
- 50055 – Lastra a Signa
- 50056 – Montelupo Fiorentino
- 50058 – Signa
- 50059 – Vinci
- 50060 – Londa, Pelago (auch 50065), San Godenzo, Pontassieve (Ortsteile Cusio, Molino del Piano, Santa Brigida)
- 50062 – Dicomano
- 50063 – Figline Valdarno, Incisa in Val d’Arno
- 50065 – Pelago (auch 50060), Pontassieve (auch 50060, 50069)
- 50066 – Reggello
- 50067 – Rignano sull’Arno
- 50068 – Rufina
- 50069 – Le Sieci (Pontassieve)
- 50100 – Florenz

51000–51999 Provinz Pistoia
- 51010 – Marliana, Massa e Cozzile, Pescia (auch 51012 und 51017), Uzzano
- 51011 – Buggiano
- 51012 – Pescia (auch 51010 und 51017)
- 51013 – Chiesina Uzzanese
- 51015 – Monsummano Terme
- 51016 – Montecatini Terme
- 51017 – Pescia (auch 51010 und 51012)
- 51018 – Pieve a Nievole
- 51019 – Ponte Buggianese
- 51020 – Abetone, Piteglio, Sambuca Pistoiese
- 51024 – Cutigliano
- 51028 – San Marcello Pistoiese
- 51030 – Serravalle Pistoiese
- 51031 – Agliana
- 51035 – Lamporecchio
- 51036 – Larciano
- 51037 – Montale
- 51039 – Quarrata
- 51100 – Pistoia

52000–52999 Provinz Arezzo
- 52010 – Capolona, Castel San Niccolò (auch 52018), Chitignano, Chiusi della Verna, Montemignaio, Ortignano Raggiolo, Subbiano, Talla
- 52011 – Bibbiena
- 52014 – Poppi
- 52015 – Pratovecchio
- 52016 – Castel Focognano
- 52017 – Stia
- 52018 – Castel San Niccolò (auch 52010)
- 52020 – Castelfranco di Sopra, Laterina, Pergine Valdarno
- 52021 – Bucine
- 52022 – Cavriglia
- 52024 – Loro Ciuffenna
- 52025 – Montevarchi
- 52026 – Pian di Scò
- 52027 – San Giovanni Valdarno
- 52028 – Terranuova Bracciolini
- 52029 – Castiglion Fibocchi
- 52031 – Anghiari
- 52032 – Badia Tedalda
- 52033 – Caprese Michelangelo
- 52035 – Monterchi
- 52036 – Pieve Santo Stefano
- 52037 – Sansepolcro
- 52038 – Sestino
- 52040 – Civitella in Val di Chiana
- 52043 – Castiglion Fiorentino
- 52044 – Cortona
- 52045 – Foiano della Chiana
- 52046 – Lucignano
- 52047 – Marciano della Chiana
- 52048 – Monte San Savino
- 52100 – Arezzo

53000–53999 Provinz Siena
- 53011 – Castellina in Chianti
- 53012 – Chiusdino
- 53013 – Gaiole in Chianti
- 53014 – Monteroni d’Arbia
- 53015 – Monticiano
- 53016 – Murlo
- 53017 – Radda in Chianti
- 53018 – Sovicille
- 53019 – Castelnuovo Berardenga
- 53020 – San Giovanni d’Asso, Trequanda
- 53021 – Abbadia San Salvatore
- 53022 – Buonconvento
- 53023 – Castiglione d’Orcia
- 53024 – Montalcino (auch 53028)
- 53025 – Piancastagnaio
- 53026 – Pienza
- 53027 – San Quirico d’Orcia
- 53030 – Radicondoli, Belforte
- 53031 – Casole d’Elsa
- 53034 – Colle di Val d’Elsa
- 53035 – Monteriggioni
- 53036 – Poggibonsi
- 53037 – San Gimignano
- 53040 – Cetona, Montallese (Chiusi), Radicofani, Rapolano Terme, San Casciano dei Bagni
- 53041 – Asciano
- 53042 – Chianciano Terme
- 53043 – Chiusi
- 53044 – Chiusi Scalo
- 53045 – Montepulciano
- 53047 – Sarteano
- 53048 – Sinalunga
- 53049 – Torrita di Siena
- 53100 – Siena

54000–54999 Provinz Massa-Carrara
- 54010 – Podenzana
- 54011 – Aulla
- 54012 – Tresana
- 54013 – Fivizzano
- 54014 – Casola in Lunigiana
- 54015 – Comano
- 54016 – Licciana Nardi
- 54021 – Bagnone
- 54023 – Filattiera
- 54026 – Mulazzo
- 54027 – Pontremoli
- 54028 – Villafranca in Lunigiana
- 54029 – Zeri
- 54030 – Fosdinovo (auch 54035)
- 54033 – Carrara
- 54035 – Fosdinovo (auch 54030)
- 54038 – Montignoso
- 54100 – Massa

55000–55999 Provinz Lucca
- 55011 – Altopascio
- 55012 – Capannori, Coreglia Antelminelli
- 55015 – Montecarlo
- 55016 – Porcari
- 55019 – Villa Basilica
- 55020 – Fabbriche di Vallico, Fosciandora, Molazzana, Vergemoli
- 55022 – Bagni di Lucca
- 55023 – Borgo a Mozzano
- 55027 – Gallicano
- 55030 – Careggine, Giuncugnano, Sillano, Vagli Sotto, Villa Collemandina
- 55031 – Camporgiano
- 55032 – Castelnuovo di Garfagnana
- 55033 – Castiglione di Garfagnana
- 55034 – Minucciano
- 55035 – Piazza al Serchio
- 55036 – Pieve Fosciana
- 55038 – San Romano in Garfagnana
- 55040 – Pedona, Capezzano Pianore (beide Gemeinde Camaiore) sowie Stazzema und Sant’Anna di Stazzema
- 55041 – Camaiore
- 55042 – Forte dei Marmi
- 55043 – Lido di Camaiore (Camaiore)
- 55044 – Marina di Pietrasanta (Pietrasanta)
- 55045 – Pietrasanta
- 55046 – Querceta Seravezza
- 55047 – Seravezza, Riomagno (Seravezza)
- 55048 – Torre del Lago Puccini (Viareggio)
- 55049 – Viareggio
- 55051 – Barga
- 55054 – Massarosa
- 55064 – Pescaglia
- 55068 – Valpromaro (Camaiore)
- 55100 – Lucca

56100–56999 Provinz Pisa
- 56010 – Vicopisano
- 56011 – Calci
- 56012 – Calcinaia
- 56017 – San Giuliano Terme
- 56019 – Vecchiano
- 56020 – Montopoli in Val d’Arno, Santa Maria a Monte
- 56021 – Cascina
- 56022 – Castelfranco di Sotto
- 56025 – Pontedera
- 56027 – San Miniato
- 56029 – Santa Croce sull’Arno
- 56030 – Chianni, Lajatico, Terricciola
- 56031 – Bientina
- 56032 – Buti
- 56033 – Capannoli
- 56034 – Casciana Terme
- 56035 – Lari
- 56036 – Palaia
- 56037 – Peccioli
- 56038 – Ponsacco
- 56040 – Casale Marittimo, Castellina Marittima, Guardistallo, Montecatini Val di Cecina, Montescudaio, Monteverdi Marittimo, Orciano Pisano, Santa Luce
- 56041 – Castelnuovo di Val di Cecina
- 56042 – Crespina
- 56043 – Fauglia, Lorenzana
- 56045 – Pomarance
- 56046 – Riparbella
- 56048 – Volterra
- 56121 – 56128 – Pisa

57000–57999 Provinz Livorno
- 57014 – Collesalvetti
- 57016 – Rosignano Marittimo
- 57020 – Bibbona, Sassetta
- 57021 – Campiglia Marittima
- 57022 – Castagneto Carducci
- 57023 – Cecina
- 57025 – Piombino
- 57027 – San Vincenzo
- 57028 – Suvereto
- 57030 – Marciana
- 57031 – Capoliveri
- 57032 – Capraia Isola
- 57033 – Marciana Marina
- 57034 – Campo nell’Elba
- 57036 – Porto Azzurro
- 57037 – Portoferraio
- 57038 – Rio Marina
- 57039 – Rio nell’Elba
- 57100 – Livorno

58000–58999 Provinz Grosseto
- 58010 – Sorano, Giglio Campese (Isola del Giglio)
- 58011 – Capalbio
- 58012 – Giglio Castello (Isola del Giglio)
- 58013 – Giglio Porto (Isola del Giglio)
- 58014 – Manciano
- 58015 – Orbetello
- 58017 – Pitigliano
- 58019 – Monte Argentario
- 58020 – Scarlino
- 58022 – Follonica
- 58023 – Gavorrano
- 58024 – Massa Marittima
- 58025 – Monterotondo Marittimo
- 58026 – Montieri
- 58031 – Arcidosso
- 58033 – Castel del Piano
- 58034 – Castell’Azzara
- 58036 – Roccastrada
- 58037 – Santa Fiora
- 58038 – Seggiano
- 58042 – Campagnatico
- 58043 – Castiglione della Pescaia
- 58044 – Cinigiano
- 58045 – Civitella Paganico
- 58051 – Magliano in Toscana
- 58053 – Roccalbegna
- 58054 – Scansano
- 58055 – Semproniano
- 58100 – Grosseto

59000–59999 Provinz Prato
- 59013 – Montemurlo
- 59015 – Carmignano
- 59016 – Poggio a Caiano
- 59021 – Vaiano
- 59023 – Vernio
- 59025 – Cantagallo
- 59100 – Prato

### Marken(Marche)
60000–60999 (Provinz Ancona)
- 60019 – Senigallia
- 60035 – Jesi
- 60044 – Fabriano

61000–61999 (Provinz Pesaro und Urbino)
- 61100 – Pesaro
- 61029 – Urbino
- 61032 – Fano
- 61033 – Fermignano
- 61041 – Acqualagna
- 61011 – Gabicce Mare

62000–62999 (Provinz Macerata)
- 62017 – Porto Recanati
- 62027 – San Severino Marche
- 62100 – Macerata

63000–63999 (Provinz Ascoli Piceno)
- 63026 – Monterubbiano

### Abruzzen(Abruzzo)
64010–64100 (Provinz Teramo)
- 64100 – Teramo

65010–65100 (Provinz Pescara)
- 65100 – Pescara

66010–66100 (Provinz Chieti)
- 66100 – Chieti

67010–67100 (Provinz L’Aquila)
- 67100 – L’Aquila

### Apulien(Puglia)
70010–70126 (Metropolitanstadt Bari)
- 70010 – Locorotondo
- 70011 – Alberobello
- 70023 – Gioia del Colle
- 70042 – Mola di Bari
- 70043 – Monopoli
- 70054 – Giovinazzo
- 70056 – Molfetta
- 70100 – Bari

71000–71100 (Provinz Foggia)
- 71100 – Foggia

72010–72100 (Provinz Brindisi)
- 72015 – Fasano
- 72017 – Ostuni
- 72100 – Brindisi

73010–73100 (Provinz Lecce)
- 73100 – Lecce

74010–74100 (Provinz Tarent)
- 74015 – Martina Franca
- 74100 – Tarent

76011–76125 (Provinz Barletta-Andria-Trani)
- 76011 – Bisceglie
- 76012 – Canosa di Puglia
- 76013 – Minervino Murge
- 76014 – Spinazzola
- 76015 – Trinitapoli
- 76016 – Margherita di Savoia
- 76017 – San Ferdinando di Puglia
- 76121 – Barletta
- 76123 – Andria
- 76125 – Trani

### Kampanien(Campania)
80010–80150 (Metropolitanstadt Neapel)
- 80010 – Quarto
- 80014 – Giugliano in Campania
- 80017 – Melito di Napoli
- 80020 – Crispano, Frattaminore
- 80021 – Afragola
- 80024 – Cardito
- 80027 – Frattamaggiore
- 80028 – Grumo Nevano
- 80029 – Sant’Antimo
- 80070 – Bacoli
- 80078 – Pozzuoli
- 80100–80147 – Neapel

81010–81999 (Provinz Caserta)
- 81010–81020 – Caserta
- 81030 – Cesa, Lusciano, Sant’Arpino
- 81031 – Aversa
- 81038 – Trentola-Ducenta
- 81060–81099 – ausgelassen

### Basilikata(Basilicata)
75010–75100 (Provinz Matera)
- 75010 – Aliano, Borgo Macchia, Calciano, Cirigliano, Craco, Garaguso, Gorgoglione, Grottole, Marconia, Miglionico, Oliveto Lucano, Pisticci Scalo, San Mauro Forte
- 75011 – Accettura
- 75012 – Bernalda, Metaponto
- 75013 – Ferrandina
- 75014 – Grassano
- 75015 – Pisticci
- 75016 – Pomarico
- 75017 – Salandrav
- 75018 – Stigliano
- 75019 – Calle, Tricarico
- 75020 – Nova Siri, Nova Siri Stazione, Recoleta, Scanzano Jonico
- 75021 – Colobraro
- 75022 – Irsina
- 75023 – Montalbano Jonico
- 75024 – Montescaglioso
- 75025 – Policoro
- 75026 – Rotondella
- 75027 – San Giorgio Lucano
- 75028 – Tursi, Tursi Caprarico, Tursi Rabatana
- 75029 – Valsinni
- 75100 – La Martella, Matera, Matera Centro Oper. Promiscuo

85010–85100 (Provinz Potenza)
- 85010 – Abriola, Albano di Lucania, Anzi, Armento, Banzi, Brindisi Di Montagna, Calvello, Campomaggiore, Cancellara, Castelmezzano, Gallicchio, Guardia Perticara, Missanello, Pietrapertosa, Pignola, San Chirico Nuovo, Vaglio Basilicata
- 85011 – Acerenza
- 85012 – Corleto Perticara
- 85013 – Genzano di Lucania
- 85014 – Laurenzana
- 85015 – Oppido Lucano
- 85016 – Pietragalla, San Giorgio Di Pietragalla
- 85017 – Tolve
- 85018 – Trivigno
- 85020 – Avigliano Scalo, Dragonetti, Filiano, Ginestra, Lagopesole, Maschito, Montemilone, Pescopagano, Piano San Nicola, Possidente, Rapone, Ripacandida, Ruvo Del Monte, San Fele, San Nicola Di Melfi, Sant’Angelo di Avigliano, Sant’Ilario (Potenza), Scalera, Sterpito
- 85021 – Avigliano
- 85022 – Barile
- 85023 – Forenza
- 85024 – Gaudiano, Lavello
- 85025 – Melfi
- 85026 – Palazzo San Gervasio
- 85027 – Rapolla
- 85028 – Monticchio Bagni, Rionero in Vulture
- 85030 – Calvera, Carbone, Castronuovo di Sant’Andrea, Cersosimo, Mezzana, San Chirico Raparo, San Costantino Albanese, San Martino d’Agri, San Paolo Albanese, San Severino Lucano, Terranova di Pollino
- 85031 – Castelsaraceno
- 85032 – Chiaromonte, Teana
- 85033 – Episcopia
- 85034 – Fardella, Francavilla in Sinni
- 85035 – Noepoli
- 85036 – Roccanova
- 85037 – San Brancato di Sant’Arcangelo, Sant’Arcangelo
- 85038 – Senise
- 85039 – Spinoso
- 85040 – Castelluccio Inferiore, Castelluccio Superiore, Nemoli, Rivello, San Costantino Di Rivello, Viggianello
- 85042 – Lagonegro
- 85043 – Agromonte, Latronico, Magnano di Latronico
- 85044 – Cogliandrino, Lauria Inferiore, Lauria Superiore, Pecorone, Seluci
- 85046 – Acquafredda, Maratea, Maratea Porto
- 85047 – Moliterno
- 85048 – Rotonda
- 85049 – Trecchina
- 85050 – Balvano, Baragiano, Baragiano Scalo, Brienza, Castelgrande, Grumento Nova, Marsicovetere, Paterno Di Lucania, Sant’Angelo Le Fratte, Sarconi, Sasso Di Castalda, Satriano di Lucania, Savoia Di Lucania, Tito, Tito Scalo, Villa D'agri
- 85051 – Bella, San Cataldo di Bella, Sant’Antonio Casalini
- 85052 – Galaino, Marsiconuovo, Pergola
- 85053 – Montemurro
- 85054 – Capodigiano, Muro Lucano
- 85055 – Picerno
- 85056 – Ruoti
- 85057 – Tramutola
- 85058 – Vietri Di Potenza
- 85059 – Viggiano
- 85100 – Potenza, Potenza Bucaletto, Potenza Centro Oper. Promiscuo, Potenza Inferiore Stazione

### Molise
86010–86049 und 86100 (Provinz Campobasso)
- 86010 – Busso, Campodipietra, Casalciprano, Castropignano, Cercepiccola, Ferrazzano, Gildone, Mirabello Sannitico, Oratino, San Giovanni in Galdo, San Giuliano del Sannio, Tufara
- 86011 – Baranello
- 86012 – Cercemaggiore
- 86013 – Gambatesa
- 86014 – Guardiaregia
- 86015 – Jelsi
- 86016 – Riccia
- 86017 – Sepino
- 86018 – Toro
- 86019 – Vinchiaturo
- 86020 – Campochiaro, Castellino del Biferno, Colle d’Anchise, Duronia, Fossalto, Molise, Pietracupa, Roccavivara, San Biase, San Polo Matese, Sant’Angelo Limosano, Spinete
- 86021 – Bojano, Castellone Di Boiano, Monteverde Di Bojano
- 86022 – Limosano
- 86023 – Montagano
- 86024 – Petrella Tifernina
- 86025 – Ripalimosani
- 86026 – Salcito
- 86027 – San Massimo
- 86028 – Torella del Sannio
- 86029 – Trivento
- 86030 – Acquaviva Collecroce, Castelbottaccio, Civitacampomarano, Guardialfiera, Lucito, Lupara, Mafalda, Matrice, Montemitro, San Felice del Molise, San Giacomo degli Schiavoni, Tavenna
- 86031 – Castelmauro
- 86032 – Montecilfone
- 86033 – Montefalcone nel Sannio
- 86034 – Guglionesi
- 86035 – Larino
- 86036 – Montenero di Bisaccia
- 86037 – Palata
- 86038 – Petacciato
- 86039 – Termoli
- 86040 – Campolieto, Macchia Valfortore, Monacilioni, Montelongo, Montorio nei Frentani, Morrone nel Sannio, Pietracatella, Ripabottoni, Rotello, San Giuliano di Puglia
- 86041 – Bonefro
- 86042 – Campomarino, Campomarino Lido, Nuova Cliternia
- 86043 – Casacalenda, Provvidenti
- 86044 – Colletorto
- 86045 – Portocannone
- 86046 – San Martino in Pensilis
- 86047 – Santa Croce di Magliano
- 86048 – Sant’Elia a Pianisi
- 86049 – Ururi
- 86100 – Campobasso – Centro Del Molise, Campobasso, Campobasso Centro, Santo Stefano di Campobasso

86070–86097 und 86170 (Provinz Isernia)
- 86070 – Castelnuovo al Volturno, Conca Casale, Fornelli, Macchia d’Isernia, Montaquila, Roccaravindola Stazione, Rocchetta a Volturno, Sant’Agapito, Sant’Agapito Scalo Ferroviario, Scapoli
- 86071 – Castel San Vincenzo, Pizzone
- 86072 – Cerro al Volturno, Cupone
- 86073 – Colli a Volturno
- 86074 – Cerasuolo, Filignano
- 86075 – Monteroduni
- 86077 – Pozzilli, Santa Maria Oliveto
- 86078 – Roccapipirozzi, Sesto Campano
- 86079 – Ceppagna, Venafro
- 86080 – Acquaviva d’Isernia, Belmonte del Sannio, Castel del Giudice, Castelverrino, Castiglione di Carovilli, Miranda, Montenero Valcocchiara, Pescopennataro, Roccasicura, Sant’Angelo del Pesco
- 86081 – Agnone
- 86082 – Capracotta
- 86083 – Carovilli
- 86084 – Forlì del Sannio, Vandra
- 86085 – Pietrabbondante
- 86086 – Poggio Sannita
- 86087 – Rionero Sannitico
- 86088 – San Pietro Avellana
- 86089 – Vastogirardi, Villa San Michele
- 86090 – Castelpetroso, Castelpizzuto, Guasto, Indiprete, Longano, Pesche, Pettoranello del Molise
- 86091 – Bagnoli del Trigno
- 86092 – Cantalupo nel Sannio, Roccamandolfi
- 86093 – Carpinone
- 86094 – Civitanova del Sannio
- 86095 – Frosolone, San Pietro in Valle
- 86096 – Incoronata, Macchiagodena, Sant’Angelo in Grotte, Santa Maria del Molise
- 86097 – Chiauci, Pescolanciano, Sessano del Molise
- 86099 – Sant’Elena Sannita
- 86170 – Castelromano d’Isernia, Isernia, Isernia Centro, Ufficio Postale Mobile

### Kalabrien(Calabria)
87000–87999 (Provinz Cosenza)
- 87010 – San Sosti
- 87011 – Cassano allo ionio
- 87021 – Belvedere Marittimo
- 87041 – Acri
- 87030 – Belsito
- 87032 – Amantea
- 87033 – Belmonte Calabro
- 87043 – Bisignano
- 87050 – Bianchi
- 87070 – Canna
- 87100 – Cosenza

88000–88999 (Provinz Crotone)
- 88070 – Botricello
- 88812 – Crucoli
- 88814, 88817 – Melissa
- 88825 – Savelli
- 88831 – Scandale
- 88900 – Crotone

89000–89999 (Metropolitanstadt Reggio Calabria)
- 89069 – San Lorenzo

### Sizilien(Sicilia)
90000–90100 (Metropolitanstadt Palermo)
- 90010 – Altavilla Milicia
- 90011 – Bagheria
- 90020 – Alimena, Aliminusa
- 90021 – Alia
- 90027 – Petralia Sottana
- 90030 – Altofonte
- 90040 – Isola delle Femmine
- 90041 – Balestrate
- 90100 – Palermo

92000–92100 (Freies Gemeindekonsortium Agrigent)
- 92010 – Alessandria della Rocca, Bivona, Burgio, Calamonaci, Caltabellotta, Camastra, Joppolo Giancaxio, Lampedusa e Linosa, Lucca Sicula, Montallegro, Montevago, Realmonte, Siculiana
- 92011 – Cattolica Eraclea
- 92012 – Cianciana
- 92013 – Menfi
- 92014 – Porto Empedocle
- 92015 – Raffadali
- 92016 – Ribera
- 92017 – Sambuca di Sicilia
- 92018 – Santa Margherita di Belice
- 92019 – Sciacca
- 92020 – Castrofilippo, Comitini, Grotte, Palma di Montechiaro, Racalmuto, San Giovanni Gemini, San Biagio Platani, Santa Elisabetta, Santo Stefano Quisquina, Sant’Angelo Muxaro, Villafranca Sicula
- 92021 – Aragona
- 92022 – Cammarata
- 92023 – Campobello di Licata
- 92024 – Canicattì
- 92025 – Casteltermini
- 92026 – Favara
- 92027 – Licata
- 92028 – Naro
- 92029 – Ravanusa
- 92100 – Agrigent

93010–93100 (Freies Gemeindekonsortium Caltanissetta)
- 93010 – Acquaviva Platani, Bompensiere, Campofranco, Delia, Marianopoli, Milena, Montedoro, Resuttano, Serradifalco, Sutera, Vallelunga Pratameno, Villalba
- 93011 – Butera
- 93012 – Gela
- 93013 – Mazzarino
- 93014 – Mussomeli
- 93015 – Niscemi
- 93016 – Riesi
- 93017 – San Cataldo
- 93018 – Santa Caterina Villarmosa
- 93019 – Sommatino
- 93100 – Caltanissetta

94010–94100 (Freies Gemeindekonsortium Enna)
- 94010 – Aidone, Assoro, Calascibetta, Catenanuova, Centuripe, Cerami, Gagliano Castelferrato, Nissoria, Sperlinga, Villarosa
- 94011 – Agira
- 94012 – Barrafranca
- 94013 – Leonforte
- 94014 – Nicosia
- 94015 – Piazza Armerina
- 94016 – Pietraperzia
- 94017 – Regalbuto
- 94018 – Troina
- 94019 – Valguarnera Caropepe
- 94100 – Enna

95000–95999 (Metropolitanstadt Catania)
- 95040 – San Cono
- 95041 – Caltagirone

96000–96999 (Freies Gemeindekonsortium Syrakus)
- 96011 – Augusta
- 96012 – Avola
- 96100 – Syrakus

97000–97999 (Freies Gemeindekonsortium Ragusa)
- 97100 – Ragusa
- 97010 – Giarratana, Monterosso Almo
- 97011 – Acate
- 97012 – Chiaramonte Gulfi
- 97013 – Comiso, Pozzallo
- 97014 – Ispica
- 97015 – Modica
- 97017 – Santa Croce Camerina
- 97018 – Scicli
- 97019 – Vittoria

98000–98100 (Metropolitanstadt Messina)
- 98020 – Alì, Mandanici, Pagliara
- 98021 – Alì Terme
- 98022 – Fiumedinisi
- 98023 – Furci Siculo
- 98025 – Itala
- 98026 – Nizza di Sicilia
- 98027 – Roccalumera
- 98028 – Santa Teresa di Riva
- 98029 – Scaletta Zanclea
- 98030 – Antillo, Castelmola, Floresta, Forza d’Agrò, Gaggi, Gallodoro, Giardini-Naxos, Limina, Malvagna, Mojo Alcantara, Mongiuffi Melia, Motta Camastra, Roccafiorita, Roccella Valdemone, Santa Domenica Vittoria, Sant’Alessio Siculo, San Teodoro
- 98031 – Capizzi
- 98032 – Casalvecchio Siculo
- 98033 – Cesarò
- 98034 – Francavilla di Sicilia
- 98036 – Graniti
- 98037 – Letojanni
- 98038 – Savoca
- 98039 – Taormina
- 98040 – Condrò, Gualtieri Sicaminò, Merì, Roccavaldina, San Filippo del Mela, Torregrotta, Valdina, Venetico
- 98041 – Monforte San Giorgio
- 98042 – Pace del Mela
- 98043 – Rometta
- 98044 – San Filippo del Mela
- 98045 – San Pier Niceto
- 98046 – Santa Lucia del Mela
- 98047 – Saponara
- 98048 – Spadafora
- 98049 – Villafranca Tirrena
- 98050 – Leni, Malfa, Santa Marina Salina, Terme Vigliatore
- 98059 – Fondachelli-Fantina, Rodì Milici
- 98051 – Barcellona Pozzo di Gotto
- 98053 – Castroreale
- 98054 – Furnari
- 98055 – Lipari
- 98056 – Mazzarrà Sant’Andrea
- 98057 – Milazzo
- 98058 – Novara di Sicilia
- 98060 – Basicò, Falcone, Montagnareale, Oliveri, Piraino, Sant’Angelo di Brolo, Tripi, Ucria
- 98061 – Brolo
- 98062 – Ficarra
- 98063 – Gioiosa Marea
- 98064 – Librizzi
- 98065 – Montalbano Elicona
- 98066 – Patti
- 98067 – Raccuja
- 98068 – San Piero Patti
- 98069 – Sinagra
- 98070 – Acquedolci, Alcara li Fusi, Capo d’Orlando, Castel di Lucio, Castell’Umberto, Frazzanò, Galati Mamertino, Longi, Militello Rosmarino, Mirto, Motta d’Affermo, Pettineo, San Marco d’Alunzio, San Salvatore di Fitalia, Torrenova
- 98071 – Capo d’Orlando, Capri Leone, Reitano
- 98072 – Caronia
- 98073 – Mistretta
- 98074 – Naso
- 98075 – San Fratello
- 98076 – Sant’Agata di Militello
- 98077 – Santo Stefano di Camastra
- 98078 – Tortorici
- 98079 – Tusa
- 98100 – Messina